# Biennale di Senigallia
La Biennale di Senigallia es un evento cultural dedicado a la historia de la fotografía que se lleva a cabo en Senigallia, en la costa adriatica de las Marche, Italia.
Organizada cada dos años desde mayo de 2019, por iniciativa de varios historiadores italianos, suizos y franceses, la Bienal de Senigallia se integra en el proyecto Senigallia Città della Fotografia, promovido por la región de Las Marcas y ejecutado por el municipio de Senigallia y el Atelier 41 en colaboración con la Fondazione Cassa di Risparmio di Jesi y el apoyo de asociaciones locales.

## Tema de la Bienal
La historia de la fotografía es un tema apasionante que ofrece muchas perspectivas para los estudiantes de historia del arte e historia de la ciencia. La mayoría de los festivales de fotografía descuidan las perspectivas históricas y el análisis material de fotografías antiguas. La Bienal de Senigallia está especializada en estos ámbitos.

## I Bienal 2019

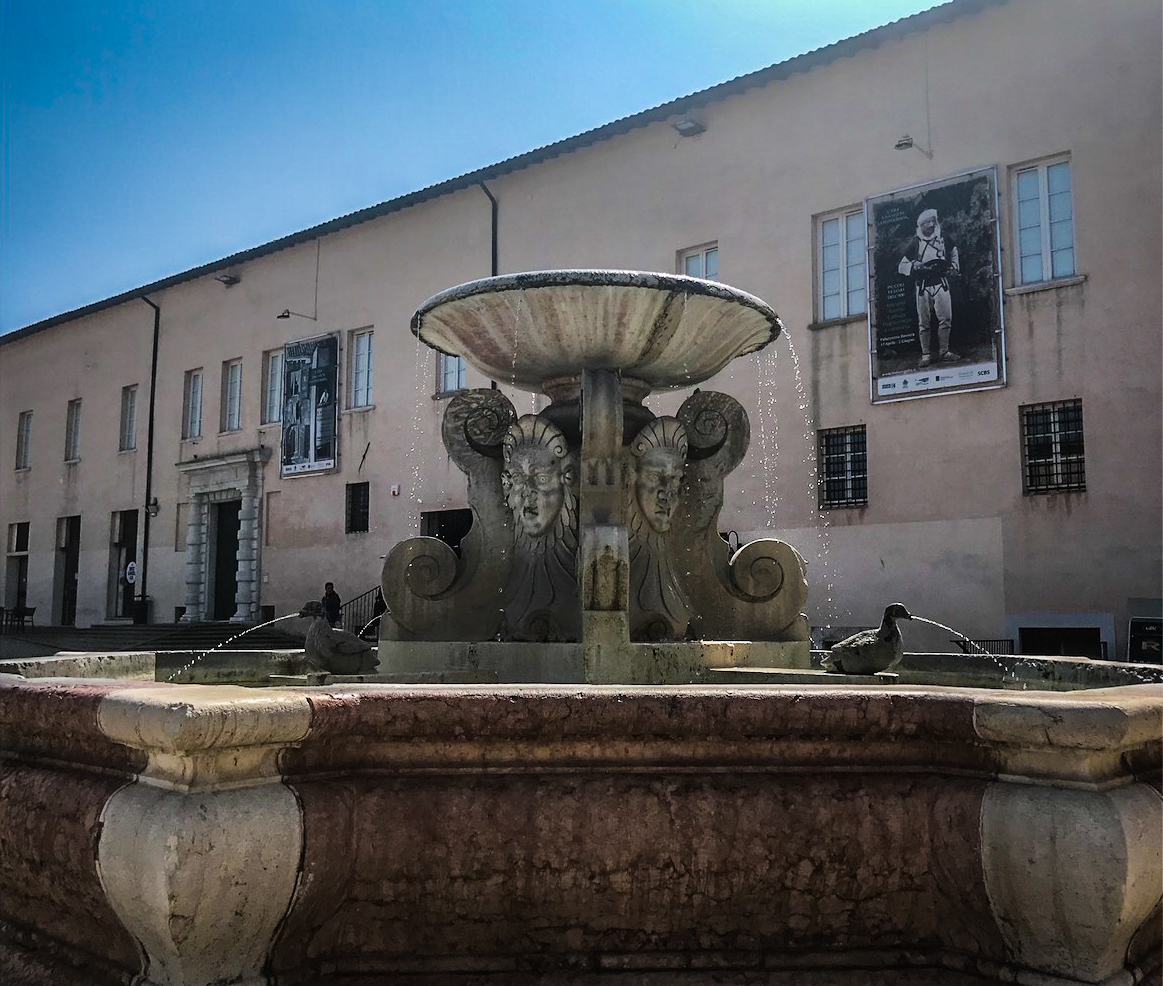
La Piazza del Duca de Senigallia durante la primera Bienal

La primera edición de la bienal tuvo lugar en mayo de 2019 en Senigallia, cuando la ciudad acababa de recibir el título de Ciudad de la Fotografía, Cittá della Fotografia . El programa fue concebido bajo la benévola supervisión de la curadora invitada Maria Francesca Bonetti, de Roma.
Una exposición de pruebas de artista y grabados de trabajo abordó la amistad entre los tres fotógrafos históricos, Giuseppe Cavalli, Feruccio Ferronni y Mario Giacomelli, quien inició el fuerte interés de la gente del pueblo por la fotografía.
Se dedicaron varias exposiciones a la historia de la fotografía, con, por ejemplo, grabados de época de los primeros fotógrafos en Albania, Pietro Marubi, o en Eritrea, Luigi Naretti. Las mesas redondas, conferencias y proyecciones se complementaron con una feria de la imagen, una muestra que reunió a diecinueve expositores de seis países. Además de la curiosidad del público por las fotografías antiguas y de colección, la presencia de coleccionistas americanos y europeos, artículos de prensa demuestran el carácter internacional de esta bienal.

## II Bienal 2021
La segunda edición de la bienal tuvo lugar los días 23, 24 y 25 de junio de 2021. Con la participación de la dirección regional de los Museos de Las Marcas, la Rocca Roveresca, el Museo Pío IX y varios actores de la sociedad local. El programa de esta edición estuvo supervisado por la comisaria y comisaria de la exposición Christine Barthe (Musée du Quai Branly, París).
En la parte histórica, dos fotógrafas del siglo XX, Georgette Chadourne y Mirjam Schwarz, fueron presentadas por Christine Barthe, fotografías raras de la revolución rusa, en particular imágenes del cautiverio de la familia Romanov grabadas por el tutor de niños suizo. del zar, Pierre Gilliard, presentado por Daniel Girardin. Además de retratos callejeros realizados por un fotógrafo de St Etienne en los años 1960 (Au Brésilien) presentados por Barnabé Moinard y una exposición que ilustra la conferencia inaugural de: “Sorridere". También había algunas fotos nocturnas del fotógrafo mexicano Justino Fernández, que documentaban la primera iluminación de Ciudad de México en 1927.
Para la parte contemporánea del programa, cerca de la exposición Mario Cresci organizada por el CCD, podemos citar Tataouine de Nino Migliori, vistas del Desierto de John R. Pepper, un tapiz de Claude Iverné, una selección de fotografías de 'Enzo Carli y el grupo Introvisione, experimentos de Mario Sanoro-Woith , una investigación fotográfica sobre la vida de Caravaggio de Michel Collet.
Una exposición dedicada al viaje de Pier Paolo Pasolini a las playas del Adriático, La Lunga strada di sabbia,  ilustrada con fotografías de Philippe Seclier que volvió a la carretera en 2001.
En la ciudad se encontraban, por citar algunas, exposiciones de Patrizia Loconte, Mario Giacomelli, Giuseppe Cavalli, Giovanni Ghiandoni, Mike Robinson, Jérôme Monnier, y una muestra de retratos de Colombianos por Malcolm Linton.
Dos días de conferencias en el auditorio San Rocco acompañaron las exposiciones, expusieron las investigaciones realizadas durante su preparación, fueron grabadas por la televisión local, Senigallia Notizie, y están disponibles en línea en el sitio biennaledisenigallia.it.

## III Bienal 2023
La tercera edición de la Bienal tuvo lugar los días 18, 19 y 20 de mayo de 2023 para las conferencias, la feria y la inauguración de las exposiciones que permanecieron abiertas al público hasta julio. El curador invitado que supervisó las exposiciones fue el artista franco-brasilero Zaven Paré.
Esta edición estuvo dedicada al nuestro mentor Pierre Apraxine, fallecido en febrero, con una velada de homenaje y una presentación en francés de sus Memorias, que su biógrafo Jean Poderos publicará en 2024, disponibles en línea.
En la Rocca Roveresca pudimos ver en la planta baja una exposición-investigación realizada con los estudiantes del programa Erasmus : ¿ Quién teme a su reflejo?, seguido de un día en la vida de Charles Baudelaire . Arriba el proyecto fotográfico Camere con vista. San Benedetto/Pésaro. Andata y ritorno, ganador del encargo público del Ministero della Cultura .

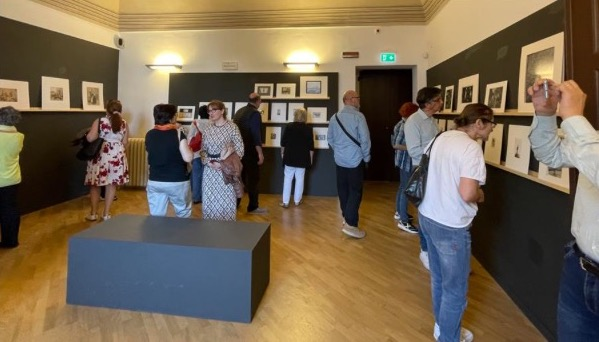
Visitantes de la bienal, colección Yoskowitz de fotomontajes vernáculos

En el Palazzetto Baviera, siete exposiciones, las sorprendentes fotografías en color tomadas por Solange Brand en plena revolución cultural en Pekín en 1966, las sensibles fotografías del brasileño Flavio Damm, contemporáneo de Mario Giacomelli al otro lado del océano, una selección de fotografías nacidas de sonidos y ruidos, bautizada Cymatics por el ingeniero suizo Hans Jenny, imágenes de formas naturales creadas en Sardinia por el agua y el viento, captadas por el yerno de Hans Jenny : su operador Christiaan Stuten. Luego tres conjuntos presentados por coleccionistas. : Tondo Tondi, una evocación del formato redondo en la historia de la fotografía desde sus orígenes con ejemplos gloriosos de Margaret Cameron, Stieglietz, Emile Zola, etc, fotografías encontradas en mercadillos de cuatro de los cinco continentes por Zaven Paré durante sus viajes de negocios, una singular colección de fotomontajes y collages vernáculos de Robert Yoskowitz.
En el Palazzo del Duca, una gran exposición de la artista coreana Sue Park, seguida a finales de mayo por una exposición de Paolo Ventura. Detrás del palacio, en la Visionaria, el trabajo de 50 estudiantes de la Universidad de Hauts de France, Valenciennes, sobre el tema : ¿ Hay una fotografía en bruto? ?, en la Rotonda a Mare, exposición de Denis Freppel, arquitecturas efímeras de la ciudad de Los Ángeles.
Las numerosas conferencias tuvieron lugar en el autorio San Rocco, en el Palazzetto Baviera y en la Rotonda. : Enzo Carli, Leonardo Badioli, Daniel Girardin, Jean Paul Avice, Vittoria Mainoldi, Maurizio Guidoni, Paolo Ventura, Maurizio Galimberti, Paolo Ludovici, Simona Guerra, Solange Brand, Ines Busty, Cristiana Colli, Luigi Gallo, Carlo Birrozzi, Alessandra Pacheco, y en videoconferencia, Sue Park y Sandy Skoglund, así como representantes de las fundaciones Shapiro, Inge Morath, Robert Doisneau y Mario Giacomelli.
Los visitantes también pudieron recorrer una veintena de comercios y comercios de la ciudad que presentaron los proyectos de los candidatos al concurso de La Muta, y votar por su proyecto favorito. La Bienal finalizó con una velada de gala en la Rotonda a mare la noche del sábado 20 de mayo de 2023 y la presentación del Premio La Muta.

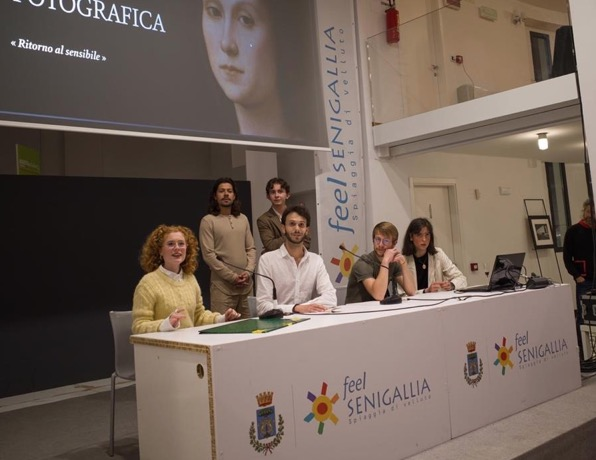
Entrega del Premio La Muta 2023

Muchas conferencias se encuentran en línea, en su idioma original, con subtítulos.